# Јунгинген
Јунгинген (њем. Jungingen) општина је у њемачкој савезној држави Баден-Виртемберг. Једно је од 25 општинских средишта округа Цолерналб. Према процјени из 2010. у општини је живјело 1.430 становника. Посједује регионалну шифру (AGS) 8417036.

## Географски и демографски подаци
Јунгинген се налази у савезној држави Баден-Виртемберг у округу Цолерналб. Општина се налази на надморској висини од 597 метара. Површина општине износи 9,3 km². У самом мјесту је, према процјени из 2010. године, живјело 1.430 становника. Просјечна густина становништва износи 153 становника/km².